# Кітсап (військово-морська база)
Військово-морська база Кітсап (англ. Naval Base Kitsap) — військово-морська база ВМС США, яка розташована на півострові Кітсап у штаті Вашингтон. База створена в 2004 році шляхом злиття колишньої військово-морської бази Бремертон з військово-морською базою підводних човнів Бангор. Це пункт постійної дислокації сил флоту у Вест-П'юджет-Саунді, на якому розгорнуті об'єкти інфраструктури, що забезпечують експлуатаційні потреби бази, підтримку як для надводних кораблів, так й атомних підводних човнів флоту разом з балістичними ракетами ПЧ та іншим флотським озброєнням. Кітсап є однією з чотирьох ядерних верфей ВМС США, одним з двох об'єктів стратегічної ядерної зброї, і єдиний сухий док на Західному узбережжі, здатний прийняти капітальні кораблі американського флоту будь-якого класу, зокрема авіаносець класу «Німіц», і найбільший склад палива ВМС. Військово-морська база Кітсап є третьою за величиною військово-морською базою в США.
Структура бази також надає послуги, програми та приміщення для розміщених ними бойових команд, діяльності орендарів, екіпажів кораблів і цивільних службовців. Це найбільша військово-морська організація в північно-західному регіоні ВМС, яка складається з інсталяцій у Бремертоні, Бангорі, Індіан-Айленд, Манчестері та Кіпорті, штат Вашингтон. У 2005 і 2017 роках база була відзначена нагородою Головнокомандувача для найдосконаліших інсталяцій флоту — найкраща база ВМС США.

## Список кораблів, що базується в Кітсап
Військово-морська база Кітсап з підлеглими інсталяціями — порт базування командування 3-ї ударної авіаносної групи та кораблів, що входять до їхнього складу.
Станом на лютий 2023 року на ВМБ Кітсап базуються:

### Військово-морська база Бангор

#### Підводні човни
- «Огайо»
- «Мічиган»
- «Генрі Джексон»
- «Алабама»
- «Невада»
- «Пенсильванія»
- «Кентуккі»
- «Небраска»
- «Мен»
- «Луїзіана»
- «Сівулф»
- «Джіммі Картер»

### Військово-морська база Бремертон

#### Авіаносці
- «Німіц»
- «Теодор Рузвельт»

#### Підводні човни
- «Коннектикут»
- «Чикаго»
- «Кі-Вест»